# 威廉·豪夫
威廉·豪夫（德語：Wilhelm Hauff，1802年11月29日—1827年11月19日），德国童话作家、小说家，在其短暂的一生中创作了3部童话集和多部中长篇小说，以及大量书信。其童话作品和《格林童话》一样，至今仍在世界各国受到读者欢迎。由于豪夫的小说和童话作品中具有典型的德国浪漫主义运动风格。有的文学史著作将他和路德维希·乌兰德、古斯塔夫·施瓦布等人共列为德国浪漫主义运动中的施瓦比亚流派。

## 早年
豪夫生于符腾堡王国首都斯图加特，父亲奥古斯特·弗里德里希·豪夫是符腾堡外交大臣的秘书。豪夫是家中的次子，哥哥赫尔曼·豪夫后来成为了一位翻译家，他还有两个妹妹玛丽和索菲亚。豪夫不到七岁时，父亲就去世了，母亲带着四个孩子迁居到外祖父所住的图宾根。豪夫进入图宾根当地的乌兰德语法学校就读，课余之时喜欢在外祖父的图书室里广泛阅读各国文学作品，歌德和席勒的戏剧，亨利·菲尔丁与奥立佛·高德史密斯的小说都给他留下了很深的印象。
1817年，他被送往位于布劳博伊伦的修道院学校（Klosterschule）就读。1820年开始就读于图宾根大学，四年中在图宾根神学院（Tübinger Stift）完成了哲学和神学的研究，获得哲学博士学位，并被授予新教牧师资格，但从未正式从事过牧师职业。

## 创作

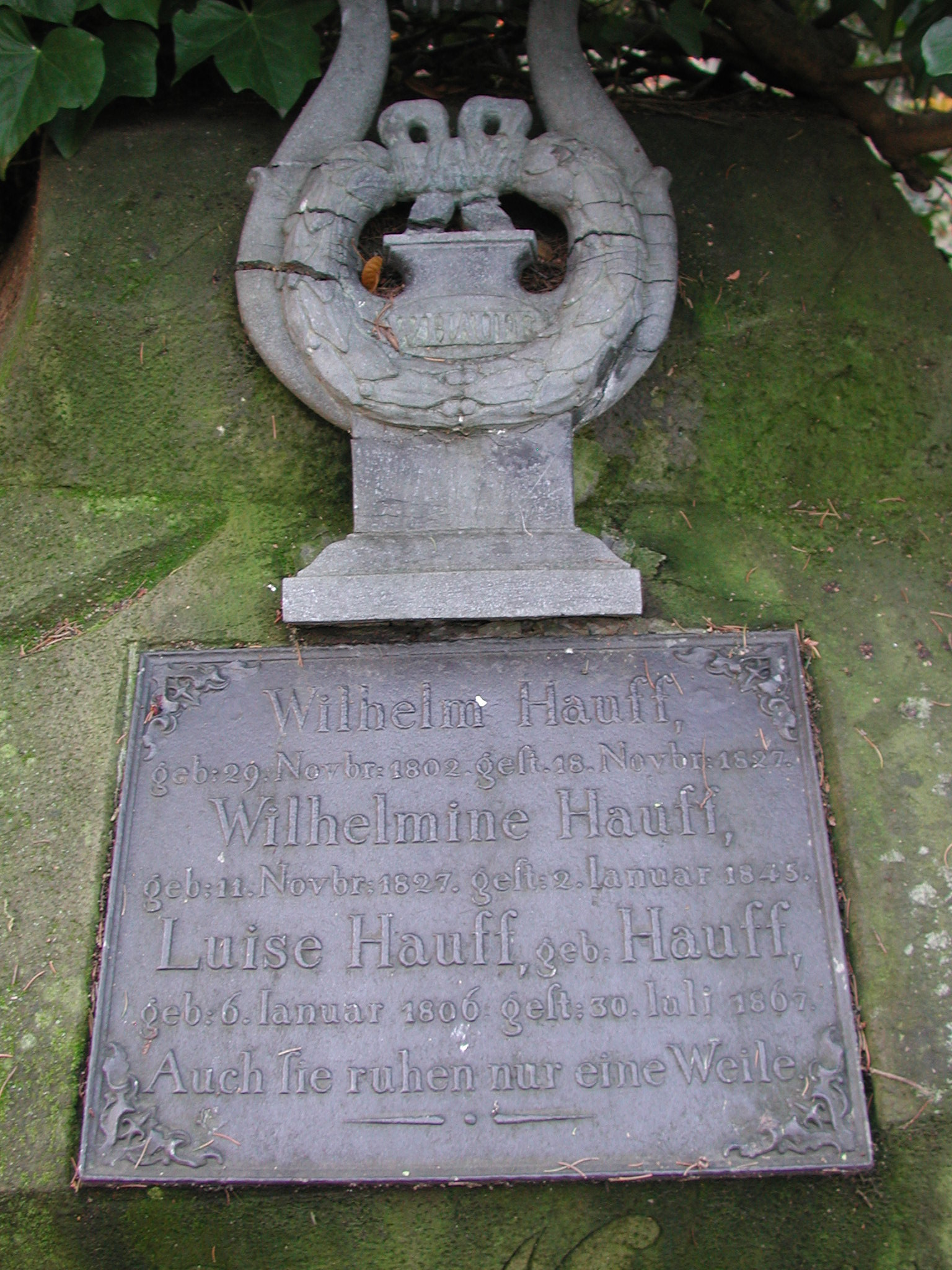
位于斯图加特的豪夫家庭墓，葬有他和妻子与女儿

从图宾根大学毕业之后，豪夫到符腾堡军事大臣恩斯特·范胡格尔（Ernst von Hügel，1774–1849）家里作家庭教师。他用教导孩子之余的空闲时间给孩子们写童话，这就是他的“童话年鉴”的第一部分。1826年豪夫受到苏格兰历史小说家沃尔特·司各特的影响，写了取材于符腾堡历史的历史浪漫小说《利希滕施泰因》，这部小说大受读者欢迎，一时风行德国。
由于所写的童话和小说受到普遍欢迎，豪夫于1826年4月辞去了家庭教师的职务，到法国、荷兰和德国北部游历，搜集民间传说的同时专事写作。他曾经见了著名浪漫主义作家路德维希·蒂克和弗里德里希·德·拉·穆特·福开（Friedrich de la Motte Fouqué）。写下了《撒旦回忆录》的第二部分和《亚历山大教长和他的奴隶们》的一部分。
1827年1月豪夫担任《读书人晨报》的编辑，2月和自己的堂妹路易斯·豪夫结婚。他还曾发表过一些短诗，比如《黎明之光照亮我早逝之路》和《我站在最黑的午夜中》。这一年他完成了著名中篇《不来梅市政厅酒窖幻想》、《皇帝的画像》和《犹太人苏斯》，长篇小说《艺术桥畔的女乞丐》和《施佩萨尔特客栈》中的四篇童话。女儿出生后不久，豪夫就因高烧去世，去世时还不到25岁。

## 主要作品
豪夫去世后，他的朋友乌兰德和古斯塔夫·施瓦布都写了哀歌。施瓦布编撰的《豪夫选集》和豪夫传记于1830-1834年出版。1882年出版时增订到五卷，主要作品有：

### 童话

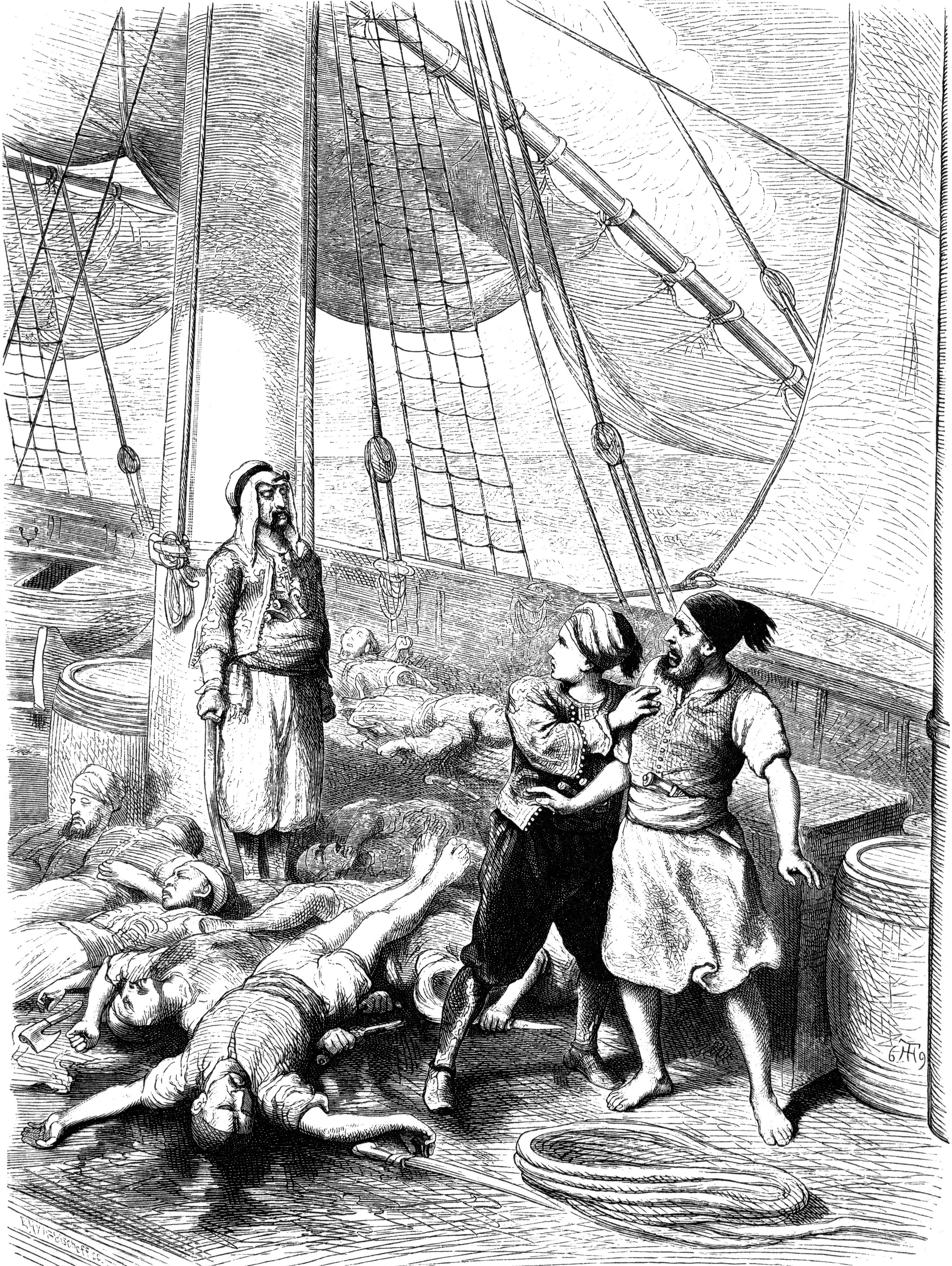
《幽灵船》故事的插图

- 《给有知识家庭的儿子和女儿的1826年童话年鉴》（1825），采用了《一千零一夜》的故事套故事的叙述方法，以童话《商队》作为线索，连缀起以下六篇童话[1]：
  - 《哈里发变成仙鹤》（Die Geschichte von Kalif Storch）
  - 《鬼船》（Die Geschichte von dem Gespensterschiff）
  - 《砍断的手》（Die Geschichte von der abgehauenen Hand）
  - 《法特迈的得救》（Die Errettung Fatmes）
  - 《小穆克的故事》（Die Geschichte von dem kleinen Muck）
  - 《假王子的传说》（Das Märchen vom falschen Prinzen）
- 《给有知识家庭的儿子和女儿的1827年童话年鉴》（1826），以《亚历山大教长和他的奴隶们》作为线索，包括九篇童话，其中以下四篇为豪夫自己所作：
  - 《大鼻子矮人》（Der Zwerg Nase）写小雅布被老妖婆施了魔法，变成一个大鼻头侏儒，与小动物来往，历尽艰辛，最后碰到一个鹅姑娘，破了魔法，他得以恢复原形，回到父母身边。2003年曾被俄罗斯拍成动画电影。
  - 《阿布纳，什么也没有看见的犹太人》（Abner, der Jude, der nichts gesehen hat）
  - 《年轻的英国人》（Der junge Engländer）写一只猩猩扮成绅士，在到上层社会厮混，受到老爷、太太、少爷、小姐们的青睐，最后使他们出尽洋相。
  - 《曼苏尔的故事》（Die Geschichte Almansors）
- 《给有知识家庭的儿子和女儿的1828年童话年鉴》（1827），以《施佩萨尔特客栈》一篇故事作为线索，以伍兹伯格以西的施佩萨尔特森林为背景，包括四篇童话：
  - 《希尔施古尔登》（Die Sage vom Hirschgulden）
  - 《赛德的遭遇》（Saids Schicksale）
  - 《斯蒂恩福尔岩洞》（Die Höhle von Steenfoll）
  - 《冷酷的心》（Das kalte Herz）：写一个烧炭工由于虚荣和贪图享受，把自己的心跟恶魔换了一颗石头的心，变得拥有很多财宝却冷酷无情，但苦恼于仍然得不到幸福和别人的尊重，最终在森林藏宝人的帮助下换回了自己的心，感受到“贫穷而知足，比财宝成堆而怀着一颗冷酷的心更好。”[6]。

### 中篇小说

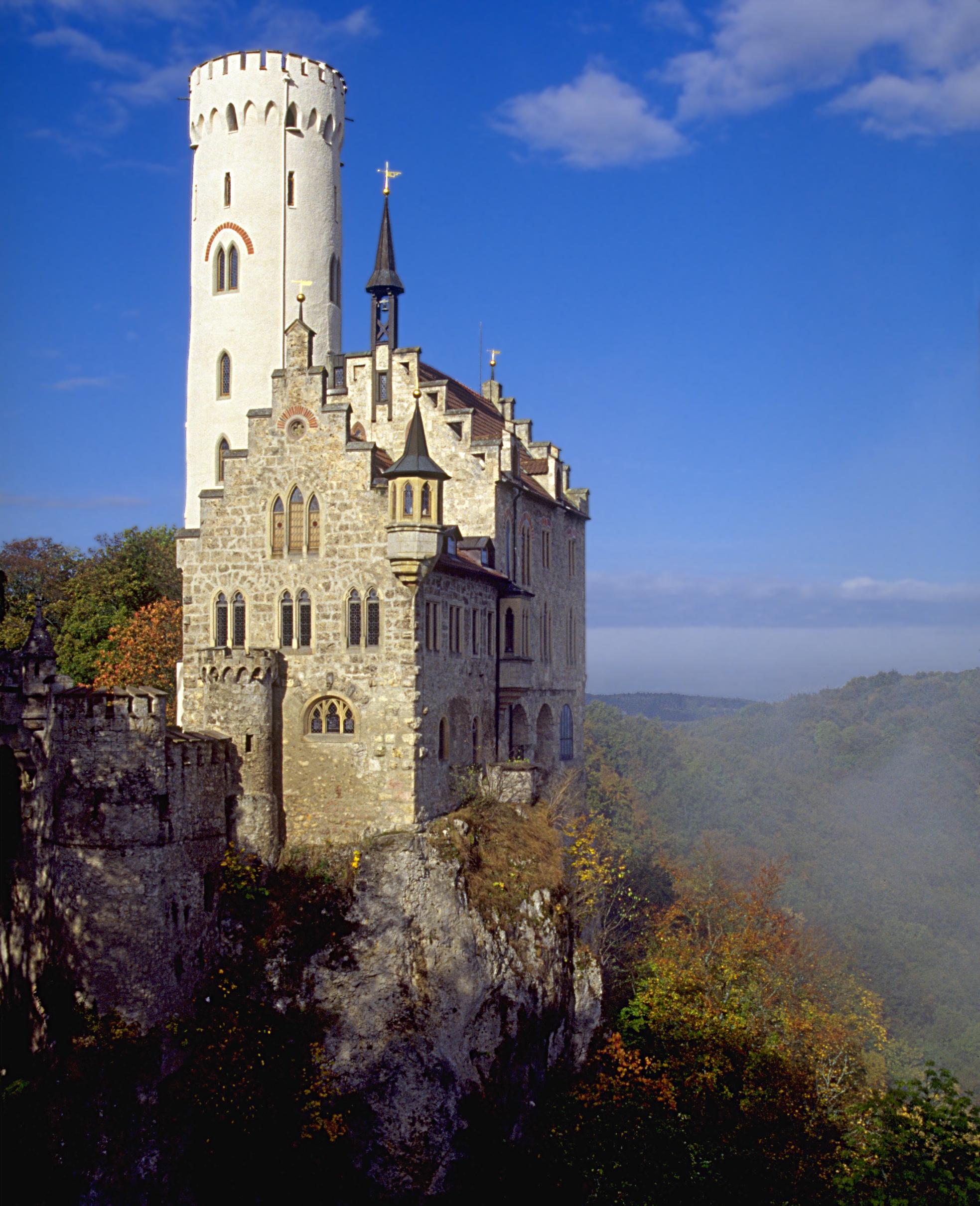
受豪夫作品启发重建的利希滕施泰因城堡

- 《月中人》（Der Mann im Mond oder Der Zug des Herzens ist des Schicksals Stimme，1826）是对海因里希·克劳伦的奇情小说的戏仿，惟妙惟肖地模拟了作者的风格。克劳伦得知后控告豪夫并胜诉，而豪夫在败诉之后写了《克劳伦与月中人》，达到了自己的目的，将克劳伦代表的奇情小说
- 《撒旦回忆录》（Mittheilungen aus den Memoiren des Satan，1826-1827）讽刺小说，描写撒旦作为一名旅客在当时的德国游历时的种种经历。
- 《犹太人苏斯》（Jud Süß，1827）
- 《国王的画像》（Das Bild des Kaisers，1828）

### 长篇小说
- 《利希滕施泰因》（Lichtenstein，1826）选取了符腾堡历史上最引人入胜的符腾堡公爵乌尔里希（1487-1550）在位时期，以十分浪漫化的笔调书写了历史、风俗乃至战争，他自己称之为“一部浪漫传奇”。这部小说启发了乌拉赫公爵威廉重建了利希滕施泰因城堡。
- 《不来梅市政厅酒窖幻想》（Phantasien im Bremer Ratskeller，1827）
- 《艺术桥畔的女乞丐》（Die Bettlerin vom Pont des Arts，1827）又称《真正情人的财产》。